# Ozoní
Ozoní (en griego: Οθωνοί) es una pequeña isla jónica del archipiélago de Diapontia, la más occidental de Grecia. Se sitúa a unos 23 km al norte de Corfú, a 12 de Erikusa y 10 de Mathraki. Administrativamente pertenece a la periferia de Islas Jónicas y la unidad periférica de Corfú. La principal localidad y puerto más importante se denomina también Ozoní.

## Geografía física
La isla posee una vegetación frondosa, principalmente pinos y olivos. La orografía es bastante montañosa.

## Historia
Según la tradición Ozoní sería la Ogigia de la Odisea, y en una cueva cercana a la playa de Ámmos Áspros (Άμμος Άσπρος) estaría el lugar en donde Calipso mantuvo cautivo a Ulises. En 1571 la República de Venecia promovió el asentamiento de habitantes de Paxoí en Ozoní, de los cuales se cree que descienden la mayoría de los pobladores de la isla. Estos habitantes, al crecer en número, acabaron colonizando las vecinas islas de Erikusa y Mathraki. En 1864, como el resto de las Islas Jónicas, pasó a formar parte del estado griego.

## Demografía
La mayor parte de la población de la isla se concentra en Ozoní, la principal localidad. El resto se reparte por las 13 aldeas que conforman la unidad municipal de Ozoní.

## Patrimonio
- Fuerte veneciano: sus restos se sitúan en la parte este de la isla.[2]
- Faro: construido en 1872, se levanta en la parte este, cerca del fuerte veneciano.[2]
- Jorió (Χωριό): Esta pequeña aldea posee cuatro iglesias de arquitectura bizantina.[2]